# Дари Обо
Дари Обо (монголски: Дарь овоо), такође познато као Алтан Обо (монголски: Алтан овоо, по лит. "златни+оби"), представља угашен вулкан у области Дариганга у Источној Монголији. Има висину 1.354 m (4.442 ft). Планина је регионална света планина у Монголији.